# Filumenist

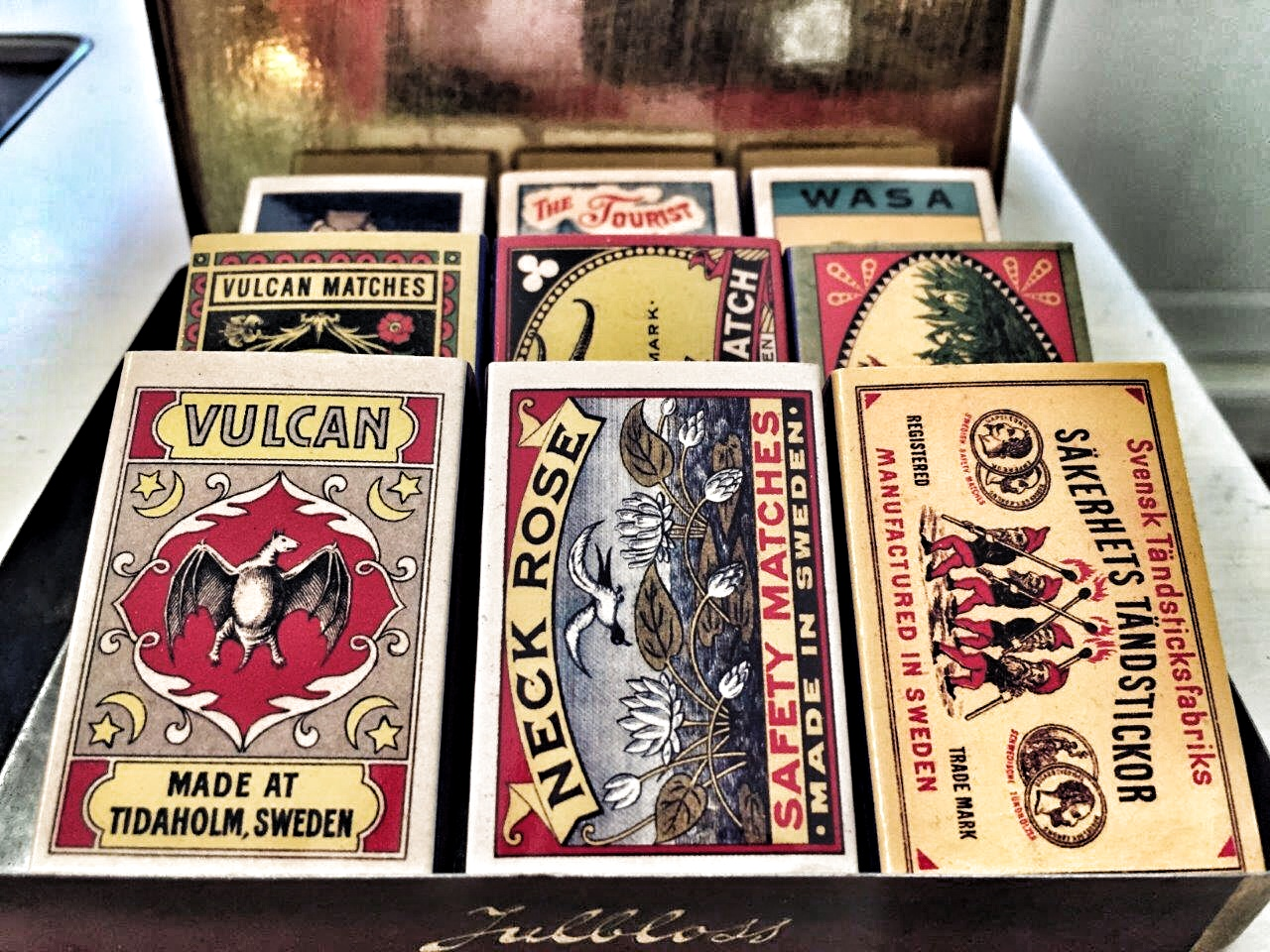
Tändsticksaskar.

Filumenist är en person som samlar på tändsticksaskar eller tändsticksetiketter.

## Etymologi
Ordet phillumenist introducerades i engelskan av den brittiske samlaren Marjorie S. Evans 1943.